# Pallenopsis crosslandi
Pallenopsis crosslandi är en havsspindelart som beskrevs av Carpenter, G.H. 1910. Pallenopsis crosslandi ingår i släktet Pallenopsis och familjen Phoxichilidiidae. Inga underarter finns listade i Catalogue of Life.